# Cruz Delgado Palomo
Cruz Delgado Palomo (Madrid, 12 de desembre de 1929) és un dibuixant, autor de còmic i director d'animació espanyol.

## Biografia
Va començar estudis a l'Escola de Belles Arts de Madrid i fou influenciat per Walt Disney. El 1957 va ingressar com a dibuixant a l'agència de còmic Histograf i en 1956 va entrar als estudios Moro, con col·laboraria en la creació de la Familia Telerín. En els anys cinquanta i seixanta es dedica a la historieta a través de les publicacions de l'Editorial Valenciana, a les revistes Pumby, Florita i Maravillas.
En 1961 és contractat pels Estudis Belvision de Brussel·les, on va col·laborar a la pel·lícula Pinocchio dans L'Espace, de Ray Goosens i va publicar treballs seus a les revistes Tintin i Spirou.
En 1963 funda a Madrid Estudios Cruz Delgado en el que va fer el curtmetratge El gato con botas, premiada al Certamen Internacional de Cine de Gijón de 1964 i a Gottwaldov en 1965. En 1968 és encarregat per RTVE per fer una sèrie amb el seu personatge "Molécula". El 1973 va fer el seu primer llargmetratge, Mágica Aventura, que és premiat als festivals de Gijón, Odense i La Borbola. El 1977 va fer el segon llargmetratge, El desván de la fantasía i el 1978 va coproduir, a sèrie de dibuixos animats Don Quijote de La Mancha, emesa per TVE el 1979, candidata al TP d'Or 1979 i contractada per altres televisions a Europa i Amèrica. El 1983 va estrenar el seu tercer llargmetratge, Los viajes de Gulliver, que va obtenir l'Elefant de Plata al Festival Internacional de Calcuta. El 1988 va fer el seu quart llargmetratge, Los cuatro músicos de Bremen, que va obtenir el Goya a la millor pel·lícula d'animació als IV Premis Goya. Aquesta pel·lícula va originar la sèrie Los Trotamúsicos, emesa per TVE.
Ha estat secretari general de l'Acadèmia d'Arts i Ciències Cinematogràfiques i entre 1999 i 2008 fou encarregat per l'Escuela de la Cinematografía y el Audiovisual de la Comunidad de Madrid (ECAM) de dirigir l'especialitat de cinema d'animació i dibuixos animats. El 2018 va ser homenatjat al Festival Internacional de Cinema Infantil de València (FICIV).

## Obra
Historietística
| Anys | Títol                                  | Guionista       | Tipus | Publicació               |
| ---- | -------------------------------------- | --------------- | ----- | ------------------------ |
| 1957 | Juanito Milhombres                     | Cruz Delgado    | Sèrie | Balalín                  |
| 1958 | El pirata Malapata y su grumete Emilín | Gustavo Alcalde | Sèrie | Pumby, Gulliver (1984)   |
| 1960 | Aventuras de Paco, Pepe y Colas        | Cruz Delgado    | Sèrie | 3 amigos                 |
| 1960 | Molécula, el niño precoz               | Cruz Delgado    | Sèrie | Amuca, Gulliver (1984)   |
| 1960 | Paco, el Rápido                        | Gustavo Alcalde | Sèrie | 3 amigos                 |
| 1963 | Fábulas                                | Cruz Delgado    | Sèrie | Duwarín, Gulliver (1984) |
| 1967 | El Canguro Boxy                        | Gustavo Alcalde | Sèrie | Chío                     |
| 1971 | Mapache                                | Cruz Delgado    | Sèrie | El Cuco, Gulliver (1984) |
| 1974 | Mágica aventura                        | Gustavo Alcalde | Sèrie | Tele-Radio               |

Cinematogràfica i televisiva
| Anys | Títol                    | Tipus              |
| ---- | ------------------------ | ------------------ |
| 1968 | Aventuras de Molécula    | Sèrie de televisió |
| 1973 | Mágica aventura          | Pel·lícula         |
| 1978 | El desván de la fantasía | Pel·lícula         |
| 1979 | Don Quijote de La Mancha | Sèrie de televisió |
| 1983 | Los viajes de Gulliver   | Pel·lícula         |
| 1989 | Los 4 músicos de Bremen  | Pel·lícula         |
| 1989 | Los Trotamúsicos         | Sèrie de televisió |